# Ford Madox Brown
Ford Madox Brown (født 16. april 1821 i Calais, død 11. oktober 1893 i London) var en engelsk maler.
Brown blev uddannet på Akademiet i Brugge, derefter i Gent og i Antwerpen under Wappers. Efter studier i Paris og Italien slog han sig midt i 1840’erne ned i London, hvor han tidligere havde vist prøver på sin kunst: Den Vantros Bekendelse. Han er en meget ejendommelig kunstnerpersonlighed med en udpræget selvstændig naturiagttagelse og med skarp og dygtig karakteristik. Brown fik impulser fra nazarenerne, gammel florentinsk kunst og særlig Hans Holbein den yngre, og han står ofte prærafaelitterne nær og har som disse en særlig kunsthistorisk interesse ved den kraft, hvormed han har vendt sig mod den herskende akademiske retning. Til hans tidligere malerier hører Wiclef, der forelæser sin bibeloversættelse (1848), Kong Lear (1849), Chaucer ved Edvard III's Hof (1851), Kristus vasker Peters Fødder (1852) og det gribende The last of England (1852-55, Mus. I Birmingham). Senere følger blandt mange andre Romeo og Julie, Sardanapal, Sir Tristram’s Død, Don Juan og Den første iagttagelse af Venus-Passagen. Et af hans interessanteste værker er Arbejdet (1852-63, Manchester Museum), der inddrager ny felter under den maleriske motivkreds. I sine sidste år var Brown sysselsat med 12 fresker til Manchester Town Hall.

## Ældre litteratur
- H. Rossetti, Ford Madox Brown, 1902